# Les Films de l'Équinoxe
Les Films de l'Équinoxe est une société de production de courts et longs métrages, fondée en 1971 par la réalisatrice française Yannick Bellon pour produire et gérer ses propres films. Son catalogue s'est enrichi des films qu'elle a réalisés et rachetés à plusieurs producteurs. Elle a également la propriété des films de son oncle Jacques-Bernard Brunius ainsi que la gestion des photographies de sa mère Denise Bellon.

## Filmographie

### Court métrage
- 1948 : Goémons
- 1950 : Colette
- 1951 : Varsovie quand même
- 1956 : Un matin comme les autres
- 1958 : Le Second Souffle
- 1960 :  Zaa, petit chameau blanc
- 1960 : Main basse sur Bel
- 1989 : Évasion (moyen métrage)
- 2001 : Le Souvenir d'un avenir (coréalisé avec Chris Marker)

### Long métrage
- 1972 : Quelque part quelqu'un
- 1974 : La Femme de Jean
- 1976 : Jamais plus toujours
- 1978 : L'Amour violé
- 1981 : L'Amour nu (coproduction)
- 1984 : La Triche (coproduction)
- 1989 : Les Enfants du désordre
- 1992 : L'Affût